# Natação no Campeonato Mundial de Esportes Aquáticos de 2011 - 1500 m livre masculino

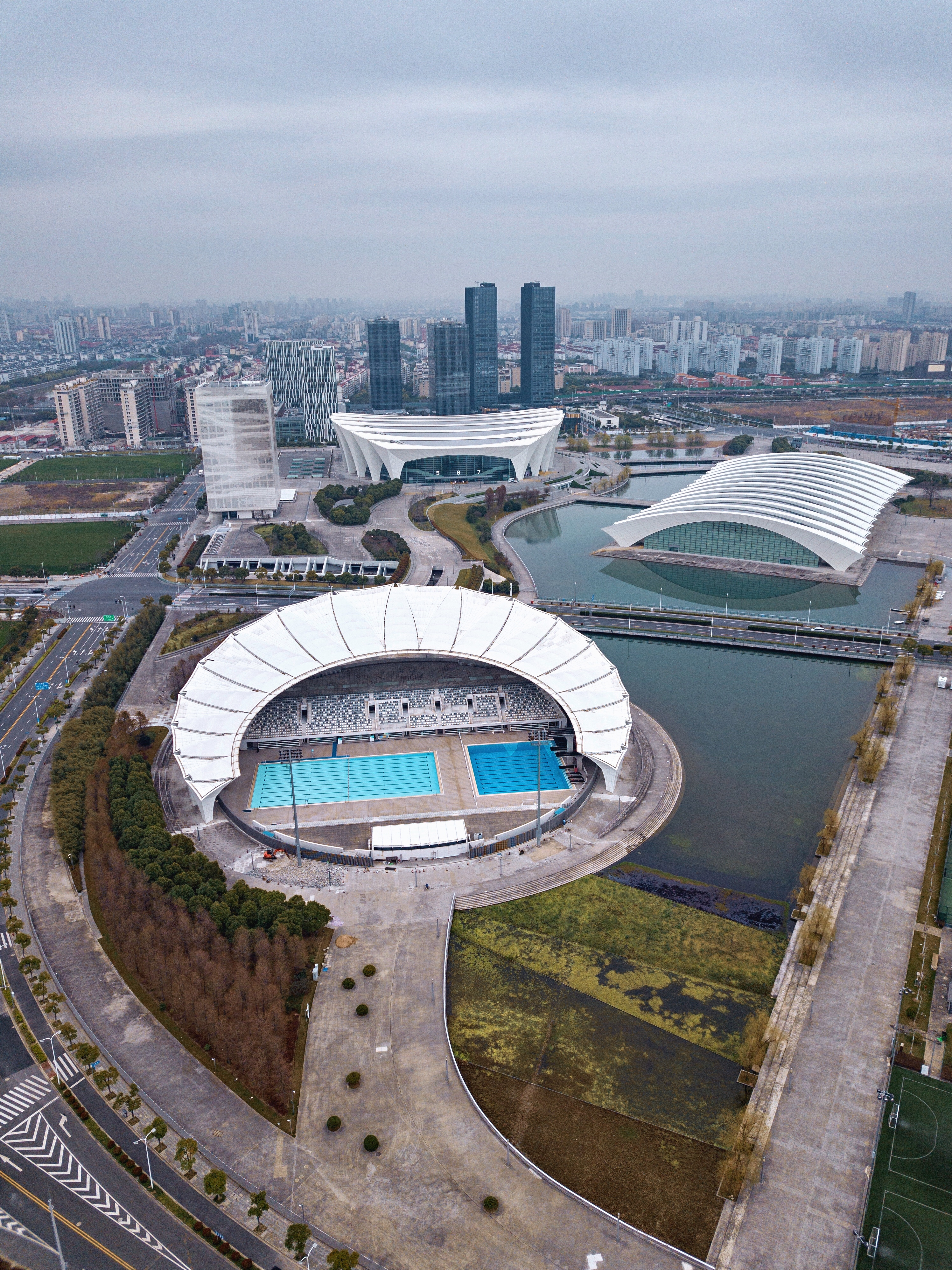
Vista panorâmica do Eastern Sports Centre.

A prova dos 1500 metros livre masculino da natação no Campeonato Mundial de Esportes Aquáticos de 2011 ocorreu entre os dias 30 de julho e 31 de julho no Shanghai Oriental Sports Center  em Xangai.

## Recordes
Antes desta competição, os recordes mundiais e do campeonato nesta prova eram os seguintes:
| Tipo                  | Atleta        | Tempo    | Local   | Data                |
| --------------------- | ------------- | -------- | ------- | ------------------- |
|                       | Grant Hackett | 14:34,56 | Fukuoka | 29 de julho de 2001 |
| Recorde do campeonato | Grant Hackett | 14:34,56 | Fukuoka | 29 de julho de 2001 |

O seguinte registo foi estabelecido durante a competição:
| Data        | Prova | Nadador  | Nacionalidade | Tempo    | WR              | CR                    |
| ----------- | ----- | -------- | ------------- | -------- | --------------- | --------------------- |
| 31 de julho | Final | Sun Yang | China         | 14:34.14 | Recorde mundial | Recorde do campeonato |

## Medalhistas
| Ouro           | Prata               | Bronze          |
| Sun Yang (CHN) | Ryan Cochrane (CAN) | Gergő Kis (HUN) |

## Resultados

### Eliminatórias
27 nadadores de 23 nações participaram da prova. Os 8 melhores competidores se classificaram para a final.
| Pos. | Bateria | Raia | Nadador                   | Nacionalidade  | Tempo    | Notas            |
| ---- | ------- | ---- | ------------------------- | -------------- | -------- | ---------------- |
| 1    | 4       | 4    | Sun Yang                  | China          | 14:48.13 | Q                |
| 2    | 2       | 3    | Gergő Kis                 | Hungria        | 14:52.72 | Q                |
| 3    | 2       | 6    | Peter Vanderkaay          | Estados Unidos | 14:54.99 | Q                |
| 4    | 2       | 4    | Chad La Tourette          | Estados Unidos | 14:55.59 | Q                |
| 5    | 3       | 4    | Ryan Cochrane             | Canadá         | 14:55.86 | Q                |
| 6    | 2       | 5    | Pál Joensen               | Ilhas Feroé    | 14:56.66 | Q                |
| 7    | 4       | 3    | Yohsuke Miyamoto          | Japão          | 14:57.12 | Q,               |
| 8    | 3       | 5    | Samuel Pizzetti           | Itália         | 14:58.30 | Q                |
| 9    | 3       | 3    | Mateusz Sawrymowicz       | Polónia        | 15:02.56 |                  |
| 10   | 3       | 2    | Job Kienhuis              | Países Baixos  | 15:05.27 | Recorde nacional |
| 11   | 4       | 5    | Sebastien Rouault         | França         | 15:05.88 |                  |
| 12   | 3       | 7    | Dai Jun                   | China          | 15:09.15 |                  |
| 13   | 3       | 1    | Mads Glæsner              | Países Baixos  | 15:12.52 |                  |
| 14   | 4       | 7    | Daniel Fogg               | Reino Unido    | 15:13.39 |                  |
| 15   | 4       | 6    | Oussama Mellouli          | Tunísia        | 15:13.56 |                  |
| 16   | 2       | 2    | Sergiy Frolov             | Ucrânia        | 15:14.38 |                  |
| 17   | 3       | 6    | Heerden Herman            | África do Sul  | 15:21.92 |                  |
| 17   | 4       | 8    | Juan Martin Pereyra       | Argentina      | 15:21.92 | Recorde nacional |
| 19   | 4       | 2    | Gregorio Paltrinieri      | Itália         | 15:22.03 |                  |
| 20   | 4       | 1    | Gergely Gyurta            | Hungria        | 15:22.50 |                  |
| 21   | 2       | 7    | Christian Kubusch         | Alemanha       | 15:27.68 |                  |
| 22   | 1       | 4    | Uladzimir Zhyharau        | Bielorrússia   | 15:36.23 |                  |
| 23   | 3       | 8    | Ventsislav Aydarski       | Bulgária       | 15:46.33 |                  |
| 24   | 2       | 1    | Jarrod Killey             | Austrália      | 15:51.66 |                  |
| 25   | 1       | 6    | Esteban Enderica          | Equador        | 15:56.30 |                  |
| 26   | 1       | 5    | Iacovos Hadjiconstantinou | Chipre         | 17:02.94 |                  |
| 27   | 1       | 3    | Omar Nunez                | Nicarágua      | 17:41.77 |                  |

### Final
Estes são os resultados da final.
| Pos.              | Raia | Nadador          | Nacionalidade  | Tempo    | Notas            |
| ----------------- | ---- | ---------------- | -------------- | -------- | ---------------- |
| Medalha de ouro   | 4    | Sun Yang         | China          | 14:34.14 | Recorde mundial  |
| Medalha de prata  | 2    | Ryan Cochrane    | Canadá         | 14:44.46 |                  |
| Medalha de bronze | 5    | Gergő Kis        | Hungria        | 14:45.66 | Recorde nacional |
| 4                 | 7    | Pál Joensen      | Ilhas Feroé    | 14:46.33 | Recorde nacional |
| 5                 | 6    | Chad La Tourette | Estados Unidos | 14:52.36 |                  |
| 6                 | 3    | Peter Vanderkaay | Estados Unidos | 15:00.47 |                  |
| 7                 | 8    | Samuel Pizzetti  | Itália         | 15:15.81 |                  |
| 8                 | 1    | Yohsuke Miyamoto | Japão          | 15:20.67 |                  |

Legenda
| Recorde mundial       | Recorde mundial (World record)               |                       | Recorde africano                      | Recorde africano (African) |                                           | Q | Classificado por posição (Qualified) |
| Recorde do campeonato | Recorde do campeonato (Championship record)  | Recorde da América    | Recorde da América (Americas)         | q                          | Classificado por melhor tempo (Qualified) |   |                                      |
| Melhor marca do ano   | Melhor marca do ano (World leading)          | Recorde asiático      | Recorde asiático (Asian)              | DNS                        | Não largou (Did not start)                |   |                                      |
| Recorde nacional      | Recorde nacional (National record)           | Recorde europeu       | Recorde europeu (European)            | DNF                        | Não terminou (Did not finish)             |   |                                      |
| Recorde pessoal       | Recorde pessoal do atleta (Personal best)    | Recorde da Oceania    | Recorde da Oceania (Oceania)          | DSQ / DQ                   | Desclassificado (Disqualified)            |   |                                      |
| Recorde da temporada  | Recorde da temporada do atleta (Season best) | Recorde sul-americano | Recorde sul-americano (South America) | NM                         | Sem marca (No mark)                       |   |                                      |